# Wanda Bontà
Wanda Bontà, all'anagrafe Vanda (Milano, 25 giugno 1902 – Milano, 5 marzo 1986), è stata una scrittrice e giornalista italiana.

## Biografia
Wanda Bontà, rimasta orfana in giovane età, fu ospite di pensionati religiosi e laici per ragazze che lavoravano. Conseguita la licenza magistrale, diede dapprima lezioni private nel ruolo di assistente presso alcune colonie milanesi di periferia. Ebbe poi diversi impieghi (in particolare, aveva studiato da sé la stenografia), mentre la sera si dilettava a scrivere novelle e romanzi. Benché avesse iniziato tale attività ancora diciassettenne, non le fu facile trovare un editore, fino a quando nel 1927 la Libreria Editrice Milanese pubblicò il suo primo romanzo, La fatica di vivere, che per la sua delicata sensibilità riscosse un ampio successo di pubblico e di critica. L'autrice vi seppe fondere una ricca fantasia letteraria con le proprie esperienze di vita e di lavoro, dolorose e sofferte. Grazie alla popolarità così acquisita, poté dedicarsi in seguito esclusivamente alla narrativa, soprattutto rosa, e al giornalismo, collaborando con numerose riviste femminili. La sua iscrizione all'ordine dei giornalisti risulta datata 28 aprile 1937, ma già dal marzo di quell'anno figura come direttrice della nota rivista per ragazzi Intrepido.
Nel 1938 esce il suo romanzo più noto, Signorinette, che conobbe anche una trasposizione cinematografica nel 1942, con la regia di Luigi Zampa (un film divenuto oggi ormai introvabile). Signorinette, considerato una sorta di Piccole donne italiano, vendette 50 000 copie in un solo anno. Dopo la guerra, Wanda Bontà cominciò a lavorare per i settimanali a grande tiratura Grand Hotel e Intimità, della Casa editrice Cino Del Duca. Sul primo tenne anche una fitta rubrica di piccola posta, intitolata Filo d'oro, che fu molto seguita dalle lettrici.
Wanda Bontà rimane tra le più prolifiche autrici di opere principalmente rivolte al pubblico femminile, ma non trascurò il mondo dei ragazzi. Pubblicò per esempio racconti a puntate e novelle su Il Monello e su Intrepido (prima Casa Editrice Moderna, poi Universo, Milano). Nei suoi scritti, sempre caldi e pieni di sentimento, un intreccio vario e interessante si trova unito ad un'analisi psicologica penetrante, ad un intuito profondo dell'animo umano. Vi è facile reperire un'impronta di vita reale vissuta, insieme ad una conoscenza profonda della personalità femminile, dall'adolescenza alla maturità.
È stata sepolta al Cimitero Maggiore di Milano, ove i suoi resti sono in seguito stati posti in una celletta.

## Opere pubblicate

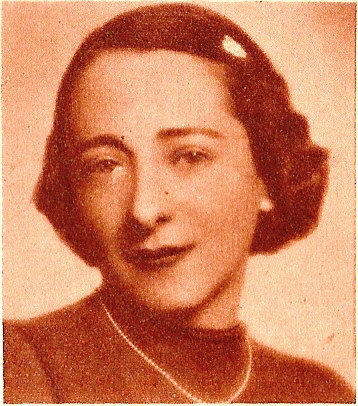
Wanda Bontà

- La fatica di vivere, Libreria Editrice Milanese, Milano, 1928
- Paglietta, Vallardi, Milano, 1934
- Una corsa in paradiso, Vallardi, Milano, 1934
- Signorinette, Ed. Mani di Fata, Milano, 1938 (Mursia, Milano, 1969)
- Vivere in due - Diario di Clementina, Sonzogno, Milano, 1941 (pubblicato in precedenza su Grazia, Mondadori)
- Paura di amare, Sonzogno, Milano, 1941
- Una moglie sola - Secondo diario di Clementina, Sonzogno, Milano, 1942
- Una notte d'agosto, N. 159 della collana I Romanzi della Palma, Mondadori, Milano, 1942 (nello stesso anno 1942, il romanzo fu pubblicato pure in edizione non economica, in un volume fuori collana ancora di Mondadori)
- L'ombra sul fiore, Sonzogno, Milano, 1942
- L'ora dell'amore, Sonzogno, Milano, 1942
- Signorinette nella vita, Ed. Mani di Fata, Milano, 1942 (Mursia, Milano, 1969)
- Temporale sull'orto, Ed. Mani di Fata, Milano, 1942 (prima edizione: Milano, 1935)
- Lontano da te, Sonzogno, Milano, 1944
- I cagnolini di Perlarosa: racconto allegro per i piccoli. Genio, Milano, 1944
- Viaggio nell'azzurro, E.L.I. (Ed. Librarie Italiane - Soc. Ed. Cremona Nuova), Milano-Cremona, 1944
- Lucciola, A. Tarantola, Milano, 1945
- Era forse l'amore?, Sonzogno, Milano, 1945
- Sei mesi d'amore, Ed. Mani di Fata, Milano, 1945
- Il diario di una sposa, a puntate su Grand Hotel, Editoriale Universo, Milano (dal N. 1, 29.06.1946, al N. 34, 15.02.1947); successivamente in volumetto nel quindicinale Le Primule, N. 4 del 1948, Società Editrice Italiana, Milano
- Lo strano cuore di Nelly, Sonzogno, Milano, 1947
- Via degli oleandri, Sonzogno, Milano, 1949 (pubblicato dapprima a puntate sulla rivista Lei, 1947)
- Il segreto di Marta Bergen, Sonzogno, Milano, 1950 (pubblicato dapprima a puntate sulla rivista Lei, 1948)
- Occhi d'ombra, Valsecchi, Milano, 1950
- Amore nemico, Valsecchi, Milano, 1953
- Amanti, Valsecchi, Milano, 1953